# Palacio de Justicia de Castilla-La Mancha
El Palacio de Justicia de Castilla-La Mancha es un palacio judicial de la segunda mitad del siglo XX del arquitecto coruñés Germán Álvarez de Sotomayor situado en el centro de la ciudad española de Albacete. Localizado en el Altozano, centro histórico de la capital, es sede, entre otros organismos, del Tribunal Superior de Justicia de Castilla-La Mancha, máximo órgano judicial de la autonomía. El complejo alberga asimismo la Fiscalía de Castilla-La Mancha.

## Historia
La primera sede de la Real Audiencia Territorial de Albacete, que fue instaurada por la reina María Cristina de Borbón-Dos Sicilias y ejerció su jurisdicción sobre el área geográfica que comprenden las provincias de Albacete, Murcia, Ciudad Real y Cuenca,  fue el reformado convento de San Agustín, edificio del siglo XVI, en 1834.

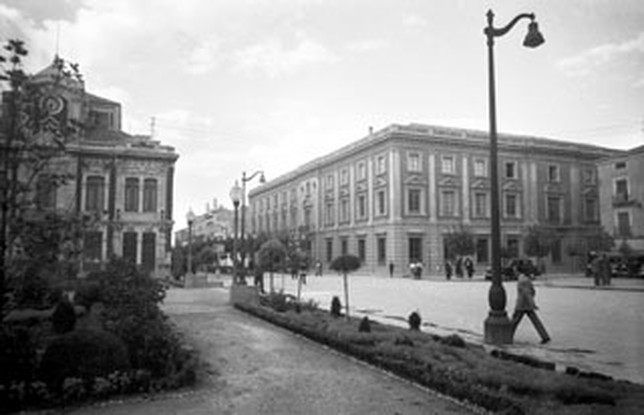
Sede anterior a la actual y posterior a la del convento de San Agustín en el mismo lugar del centro de Albacete

Tras varias remodelaciones, la más importante en 1857 por el arquitecto de la reina Isabel II, Francisco Jareño, se levantó un nuevo edificio monumental en el mismo lugar. En 1944 fue remodelado por el arquitecto Baldomero Pérez Villena.
El edificio fue derribado en 1974 para construir en su lugar el complejo actual, obra de los arquitectos Germán Álvarez de Sotomayor y Lizarriturri, de arquitectura judicial. El palacio de justicia fue inaugurado por los reyes Juan Carlos I y Sofía el 7 de marzo de 1980.
En 1989 se erigió en sede del Tribunal Superior de Justicia de Castilla-La Mancha, órgano central del poder judicial en la comunidad autónoma que el Estatuto de Autonomía estableció en la mayor capital de la región. La Fiscalía de Castilla-La Mancha estableció su sede en el palacio de justicia en 2007, que comparte con la alta corte de Castilla-La Mancha.

## Características
El Palacio de Justicia de Albacete es un complejo judicial ubicado en el kilómetro cero del centro de la capital manchega, en el Altozano, entre las calles paseo de la Libertad, San Agustín y Salamanca. De arquitectura judicial, está integrado por dos edificios separados por un patio central con una pasarela entre ambos. Es obra del arquitecto gallego Germán Álvarez de Sotomayor. Destaca el busto de bronce de Francisco Jareño, arquitecto autor de algunos de los más importantes edificios oficiales del reinado de Isabel II, en la fachada principal del palacio de justicia.
El palacio de justicia es sede de los siguientes organismos: el Tribunal Superior de Justicia de Castilla-La Mancha (TSJCLM), máximo órgano judicial de la comunidad autónoma, y la Fiscalía de Castilla-La Mancha, órgano que ejerce la jefatura del Ministerio Fiscal en la región. Además, el complejo alberga la sede de la Audiencia Provincial de Albacete, el órgano judicial superior de la provincia de Albacete. 
La Ciudad de la Justicia de Albacete, el mayor complejo judicial de la comunidad autónoma ubicado en el noroeste de la capital, alberga los veintidós órganos judiciales unipersonales del partido judicial de Albacete, la Fiscalía Provincial de Albacete, instalaciones del Instituto de Medicina Legal y Ciencias Forenses de Albacete o las instalaciones administrativas del Ministerio de Justicia.